# Processus adiabatique

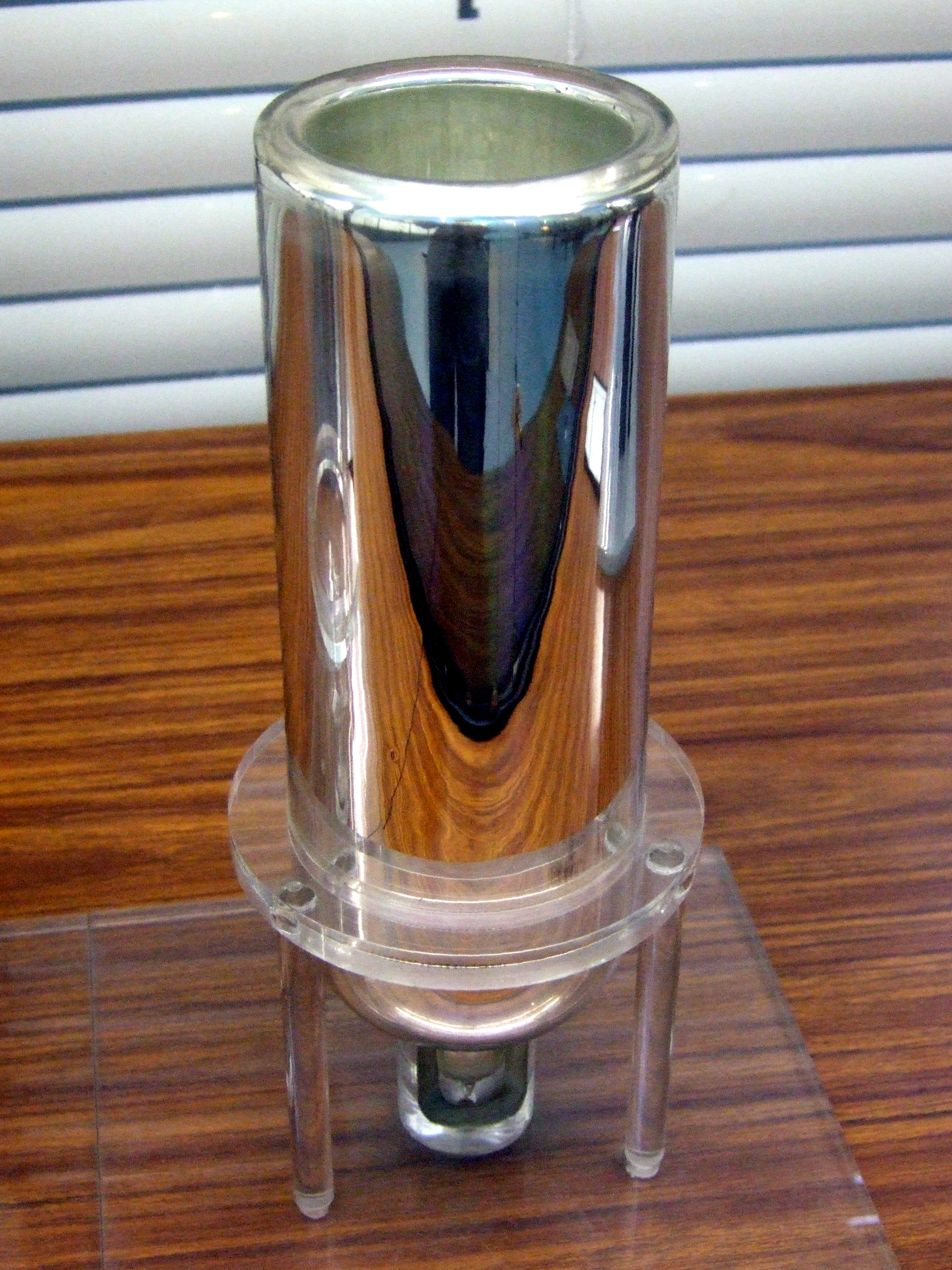
Récipient aux parois adiabatiques : le vase Dewar.

En thermodynamique, un processus adiabatique est une transformation effectuée sans qu'aucun transfert thermique n'intervienne entre le système étudié et son environnement, c'est-à-dire sans échange de chaleur entre les deux milieux.

## Définition

### Étymologie
Le mot adiabatique a été construit à partir du grec  ἀδιάϐατος /  adiabatos (« infranchissable »), dérivé de  διαϐαίνω  /  diabaínō, « traverser, franchir »,.
Un « matériau adiabatique » est imperméable à la chaleur,. Une « enceinte adiabatique » empêche tout échange de chaleur entre un système et son environnement. Dans ce sens, les mots « atherme » et « athermane » sont synonymes.
Une transformation thermodynamique dans laquelle le système étudié n'échange aucune chaleur avec son environnement est dite « transformation adiabatique » ou « processus adiabatique »,. Dans ce sens, le mot « athermique » est synonyme.
Une « courbe adiabatique », ou plus simplement une « adiabatique », est une courbe représentant une transformation adiabatique dans un diagramme thermodynamique.
Un corps qui laisse passer la chaleur est dit « diathermane », « diatherme » ou « diathermique »,,,,. Le terme « diabatique » est parfois utilisé, particulièrement en météorologie,,,.

### Processus adiabatique
Le premier principe de la thermodynamique énonce que, lors d'une transformation quelconque, la variation d'énergie interne {\displaystyle U} d'un système fermé (qui n'échange pas de matière avec l'extérieur) est égale à la somme du travail {\displaystyle W} et de la chaleur {\displaystyle Q} échangés entre ce système et son extérieur. Pour une transformation élémentaire (donnant lieu à une petite variation des paramètres décrivant le système), on a alors :
Le travail des forces (notamment la pression) agissant sur le système durant la transformation est un transfert ordonné d'énergie mécanique. La chaleur est un transfert désordonné d'énergie thermique.
Un processus adiabatique est par définition une transformation sans aucun transfert thermique, c'est-à-dire sans échange de chaleur, soit {\displaystyle \delta Q=0}. La variation d'énergie interne du système est égale au seul transfert d'énergie mécanique par le travail des forces appliquées sur le système :
| Processus adiabatique {\displaystyle \delta Q=0\quad ;\quad \mathrm {d} U=\delta W} |

### Processus isentropique et réversibilité
Le deuxième principe de la thermodynamique introduit l'entropie {\displaystyle S} définie par l'inégalité de Clausius :
avec {\displaystyle T} la température absolue. La transformation est :
- réversible si {\displaystyle \mathrm {d} S={\delta Q \over T}} ;
- irréversible si {\displaystyle \mathrm {d} S>{\delta Q \over T}}.

La différentielle de l'énergie interne s'écrit alors :
{\displaystyle \mathrm {d} U=\delta W+T\,\mathrm {d} S-\left[T\,\mathrm {d} S-\delta Q\right]}
Le terme {\displaystyle -\left[T\,\mathrm {d} S-\delta Q\right]\leq 0} peut être dû à une réaction chimique ou au travail d'une force irrécupérable, comme celui des forces de frottements ou de viscosité, dissipé en chaleur.
Un processus isentropique est une transformation dans laquelle l'entropie ne varie pas, soit {\displaystyle \mathrm {d} S=0}. On peut établir que, :
- un processus isentropique et réversible est adiabatique : on a {\displaystyle \mathrm {d} S=0} et {\displaystyle \mathrm {d} S=\delta Q/T} d'où {\displaystyle \delta Q=0} ;
- un processus isentropique et irréversible n'est pas adiabatique : on a {\displaystyle \mathrm {d} S=0} et {\displaystyle \mathrm {d} S>\delta Q/T} d'où {\displaystyle \delta Q<0} ;
- un processus adiabatique et réversible est isentropique : on a {\displaystyle \delta Q=0} et {\displaystyle \mathrm {d} S=\delta Q/T} d'où {\displaystyle \mathrm {d} S=0} ;
- un processus adiabatique et irréversible n'est pas isentropique : on a {\displaystyle \delta Q=0} et {\displaystyle \mathrm {d} S>\delta Q/T} d'où {\displaystyle \mathrm {d} S>0}.

Il n'y a par conséquent pas d'équivalence entre les termes « adiabatique » et « isentropique ». Une transformation n'est à la fois adiabatique et isentropique que si elle est réversible.

### Processus adiabatique réversible
Par définition des coefficients calorimétriques, on a les relations générales pour une transformation adiabatique réversible, en l'absence de réaction chimique :
avec :
- {\displaystyle C_{P}} la capacité thermique isobare ;
- {\displaystyle C_{V}} la capacité thermique isochore ;
- {\displaystyle h} le coefficient de compression isotherme ;
- {\displaystyle l} le coefficient de dilatation isotherme ;
- {\displaystyle P} la pression ;
- {\displaystyle Q} la chaleur ;
- {\displaystyle S} l'entropie ;
- {\displaystyle T} la température thermodynamique ;
- {\displaystyle V} le volume.

Les capacités thermiques dépendent de la pression et de la température pour {\displaystyle C_{P}}, du volume et de la température pour {\displaystyle C_{V}}.
Les relations de Maxwell donnent les première et deuxième relations de Clapeyron :
{\displaystyle l=T\left({\partial S \over \partial V}\right)_{T}=T\left({\partial P \over \partial T}\right)_{V}}
{\displaystyle h=T\left({\partial S \over \partial P}\right)_{T}=-T\left({\partial V \over \partial T}\right)_{P}}

## Application aux gaz parfaits

### Cas général
L'équation des gaz parfaits, {\displaystyle PV=nRT}, induit :
{\displaystyle l=T\left({\partial P \over \partial T}\right)_{V}=T\left({\partial  \over \partial T}{nRT \over V}\right)_{V}={nRT \over V}=P}
{\displaystyle h=-T\left({\partial V \over \partial T}\right)_{P}=-T\left({\partial  \over \partial T}{nRT \over P}\right)_{P}=-{nRT \over P}=-V}
On obtient donc, pour les gaz parfaits uniquement :
Les gaz parfaits répondent aux deux lois de Joule, aussi leurs capacités thermiques {\displaystyle C_{P}} et {\displaystyle C_{V}} ne dépendent-elles que de la température. On peut les considérer comme constantes sur des plages de température relativement courtes.

### Loi de Laplace
Les relations établies pour la transformation adiabatique réversible d'un gaz parfait donnent :
{\displaystyle \mathrm {d} T=-{P \over C_{V}}\,\mathrm {d} V={V \over C_{P}}\,\mathrm {d} P}
On note l'indice adiabatique, ou coefficient de Laplace :
et on réécrit :
{\displaystyle -\gamma \,{\mathrm {d} V \over V}={\mathrm {d} P \over P}}
En considérant {\displaystyle \gamma } comme constant, on obtient par intégration la loi de Laplace, : 
La constante {\displaystyle \gamma } étant supérieure à 1, une transformation adiabatique réversible fait varier la pression dans le sens inverse du volume : la pression augmente lorsque le volume diminue.
En combinant la loi de Laplace avec la loi des gaz parfaits, on obtient d'autres formulations de la loi d'évolution adiabatique réversible.
Une transformation adiabatique réversible fait varier la pression dans le même sens que la température : la pression augmente lorsque la température augmente.
Une transformation adiabatique réversible fait varier le volume dans le sens inverse de la température : la température augmente lorsque le volume diminue.
Pour un gaz parfait monoatomique, tels les gaz nobles (argon, etc.), {\displaystyle \gamma =5/3\approx 1{,}67} à toute température. Pour un gaz diatomique (azote et oxygène, les principaux composants de l'air) dans les conditions normales de température et de pression (CNTP) {\displaystyle \gamma =7/5=1{,}4}.

### Travail d'un gaz lors d'un processus adiabatique réversible

Transformation adiabatique (en vert) sur un diagramme de Clapeyron : le passage d'un isotherme à l'autre transforme l'énergie interne du système en travail et non en chaleur. L'aire en vert représente le travail récupéré par le milieu extérieur du système.

Les relations établies pour la transformation adiabatique réversible d'un gaz parfait donnent d'une part :
{\displaystyle C_{V}\,\mathrm {d} T=-P\,\mathrm {d} V}
et d'autre part:
{\displaystyle {\begin{aligned}\left(C_{P}-C_{V}\right)\,\mathrm {d} T&=V\,\mathrm {d} P+P\,\mathrm {d} V=\mathrm {d} \!\left(PV\right)\\&=\left(\gamma -1\right)C_{V}\,\mathrm {d} T\end{aligned}}}
{\displaystyle C_{V}\,\mathrm {d} T={\mathrm {d} \!\left(PV\right) \over \gamma -1}}
Le travail produit par le système étudié lors du processus adiabatique réversible (compression ou détente), entre un état initial {\displaystyle 1} et un état final {\displaystyle 2}, vaut :
{\displaystyle W_{1\to 2}=-\int _{1}^{2}P\,\mathrm {d} V=\int _{1}^{2}{\mathrm {d} \!\left(PV\right) \over \gamma -1}=\int _{1}^{2}C_{V}\,\mathrm {d} T}
d'où, en considérant {\displaystyle \gamma } et {\displaystyle C_{V}} comme constants :
avec :
- {\displaystyle P_{1}}, {\displaystyle V_{1}} et {\displaystyle T_{1}} les pression, volume et température initiaux, avec {\displaystyle P_{1}V_{1}=nRT_{1}} ;
- {\displaystyle P_{2}}, {\displaystyle V_{2}} et {\displaystyle T_{2}} les pression, volume et température finaux, avec {\displaystyle P_{2}V_{2}=nRT_{2}}.

On a {\displaystyle C_{V}={nR \over \gamma -1}} pour un gaz parfait, en considérant {\displaystyle \gamma } et {\displaystyle C_{V}} comme constants.
Le travail ainsi calculé représente la variation d'énergie interne du système étudié. Le milieu extérieur au système récupère le travail opposé :
{\displaystyle W_{\text{ext}}=\int _{1}^{2}P\,\mathrm {d} V=-W_{1\to 2}}

## Autres applications

### Efficacité énergétique d'un processus adiabatique
L'efficacité énergétique est définie comme le rapport entre le travail fourni par le système et l'énergie utilisée pour fournir ce travail.
Dans un processus adiabatique, par définition, la variation d'énergie interne du système est égale au seul transfert d'énergie mécanique par le travail de forces appliquées sur le système, car les transferts thermiques sont nuls, d'où :
{\displaystyle {\delta W \over \mathrm {d} U}=1}
Cela revient à dire que l'efficacité énergétique d'un processus adiabatique est par définition de 100 %, ou bien qu'il n'y a aucune perte ni aucune addition d'énergie thermique durant le processus adiabatique. Cela suppose en particulier qu'il n'y ait aucun frottement ou aucune viscosité, forces dont le travail irrécupérable dissipe de l'énergie sous forme de chaleur. Un processus adiabatique est donc un cas idéal.

### Cycle de Carnot

Cycle de Carnot moteur dans le diagramme de Clapeyron :
- AB : détente isotherme ;
- BC : détente adiabatique ;
- CD : compression isotherme ;
- DA : compression adiabatique.

Un moteur thermique est un dispositif permettant d'échanger du travail et une quantité de chaleur avec un milieu extérieur. Cet échange se fait par un cycle répété de nombreuses fois. Il se produit une série de transformations thermodynamiques dont certaines sont adiabatiques.
Par exemple, le cycle de Carnot correspond à un ensemble de deux transformations adiabatiques et deux transformations isothermes. Durant ce cycle, le gaz subit, dans l'ordre : une détente isotherme réversible, une détente adiabatique réversible (donc isentropique), une compression isotherme réversible et une compression adiabatique réversible (donc isentropique).

### Refroidissement adiabatique
Le refroidissement adiabatique est une méthode de rafraîchissement d'air par échange de chaleur avec de l'eau. Cette technique est aussi appelée « bioclimatisation », « rafraîchissement d'air par évaporation » ou « climatisation naturelle ».
L'air chaud et sec passe à travers un aérosol d'eau plus froide et induit une évaporation partielle de celle-ci. L'énergie nécessaire à l'évaporation de l'eau est extraite de l'air, qui est ainsi refroidi et humidifié. Si l'on excepte l'eau pulvérisée qui alimente le système, la seule énergie consommée est le travail du ventilateur nécessaire à la circulation de l'air à travers le flux d'eau,,.